# Cody Hodgson
Cody Hodgson, född 18 februari 1990 i Toronto, Ontario, är en före detta kanadensisk professionell ishockeyspelare som spelade som center för Nashville Predators i NHL. Han har tidigare spelat för Vancouver Canucks och Buffalo Sabres.
Hodgson valdes av Vancouver Canucks som 10:e spelare totalt i 2008 års NHL-draft.
Hodgson gjorde sitt första NHL-mål 2 februari 2010 mot Phoenix Coyotes.
År 2016 avslutade han sin karriär.

## Statistik
OPJHL = Ontario Provincial Junior Hockey League, OMHA = Ontario Minor Hockey Association

### Klubbkarriär
| 2004–05    | Markham Waxers Jr. A      | OPJHL      | 2   | 0   | 1   | 1   | 0   | —  | —  | —  | —  | —  |
| 2004–05    | Markham Waxers Bantam AAA | OMHA       | 59  | 51  | 48  | 99  | 36  | —  | —  | —  | —  | —  |
| 2005–06    | Markham Waxers Midget AAA | OMHA       | 30  | 27  | 24  | 51  | 22  | 15 | 13 | 14 | 27 | 8  |
| 2006–07    | Brampton Battalion        | OHL        | 63  | 23  | 23  | 46  | 24  | 4  | 1  | 3  | 4  | 0  |
| 2007–08    | Brampton Battalion        | OHL        | 68  | 40  | 45  | 85  | 36  | 5  | 5  | 0  | 5  | 0  |
| 2008–09    | Brampton Battalion        | OHL        | 53  | 43  | 49  | 92  | 33  | 21 | 11 | 20 | 31 | 18 |
| 2008–09    | Manitoba Moose            | AHL        | —   | —   | —   | —   | —   | 11 | 2  | 4  | 6  | 4  |
| 2009–10    | Brampton Battalion        | OHL        | 13  | 8   | 12  | 20  | 9   | 11 | 3  | 7  | 10 | 4  |
| 2010–11    | Manitoba Moose            | AHL        | 52  | 17  | 13  | 30  | 14  | —  | —  | —  | —  | —  |
| 2010–11    | Vancouver Canucks         | NHL        | 8   | 1   | 1   | 2   | 0   | 12 | 0  | 1  | 1  | 2  |
| 2011–12    | Vancouver Canucks         | NHL        | 63  | 16  | 17  | 33  | 8   | —  | —  | —  | —  | —  |
| 2011–12    | Buffalo Sabres            | NHL        | 20  | 3   | 5   | 8   | 2   | —  | —  | —  | —  | —  |
| OHL totalt | OHL totalt                | OHL totalt | 197 | 114 | 129 | 243 | 102 | 41 | 20 | 30 | 50 | 22 |
| AHL totalt | AHL totalt                | AHL totalt | 52  | 17  | 13  | 30  | 14  | 11 | 2  | 4  | 6  | 4  |
| NHL totalt | NHL totalt                | NHL totalt | 91  | 20  | 23  | 43  | 10  | 12 | 0  | 1  | 1  | 2  |

### Internationellt
| År                  | Lag                 | Turnering           |    | Matcher | Mål | Assist | Poäng | Utv |
| ------------------- | ------------------- | ------------------- | -- | ------- | --- | ------ | ----- | --- |
| 2007                | Kanada              | IH18                | 4  | 3       | 2   | 5      | 4     |     |
| 2008                | Kanada              | U18-VM              | 7  | 2       | 10  | 12     | 8     |     |
| 2009                | Kanada              | JVM                 | 6  | 5       | 11  | 16     | 2     |     |
| Junior int'l totalt | Junior int'l totalt | Junior int'l totalt | 17 | 10      | 23  | 33     | 14    |     |